# Stockum-Püschen
Stockum-Püschen är en kommun i Westerwaldkreis i förbundslandet Rheinland-Pfalz i Tyskland.
Kommunen ingår i kommunalförbundet Verbandsgemeinde Westerburg tillsammans med ytterligare 23 kommuner.